# Werno-dörren

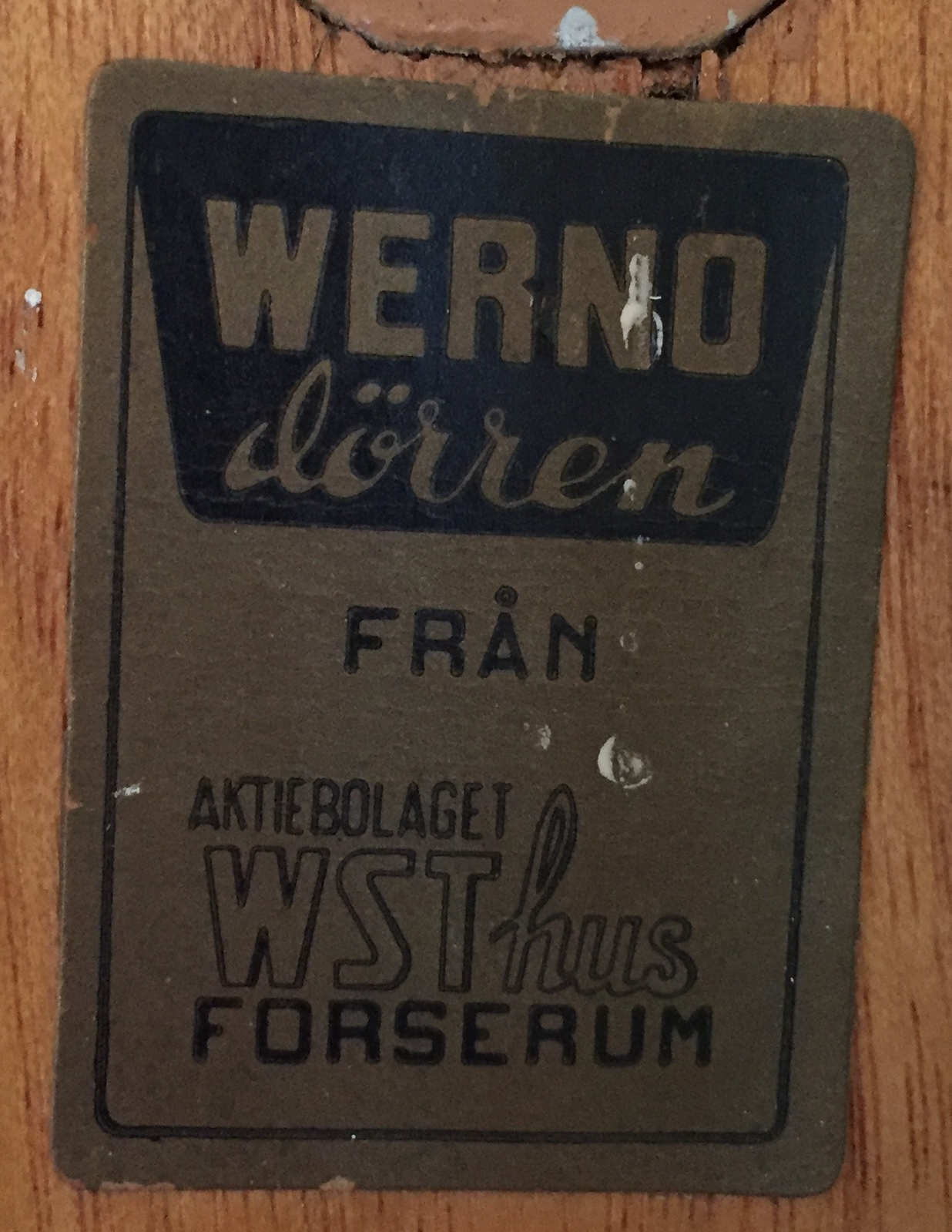

Werno-dörren är en serie med dörrar som formgavs och tillverkades av WST-Hus i Forserum (etablerades 1922).
Dessa dörrar installerades i ett stort antal hyreshus efter andra världskriget och fram till 1960-talet för att tillgodose det stora behovet i nya bostäder. De kännetecknas av sin släta form med en fanerade yta av Gabonmahogny som behandlats med klarlack. För att spara vikt har den ofta en uppdelad lamellkärna. Trots att de togs fram för masstillverkning är tillverkningen hantverksmässigt utförd.

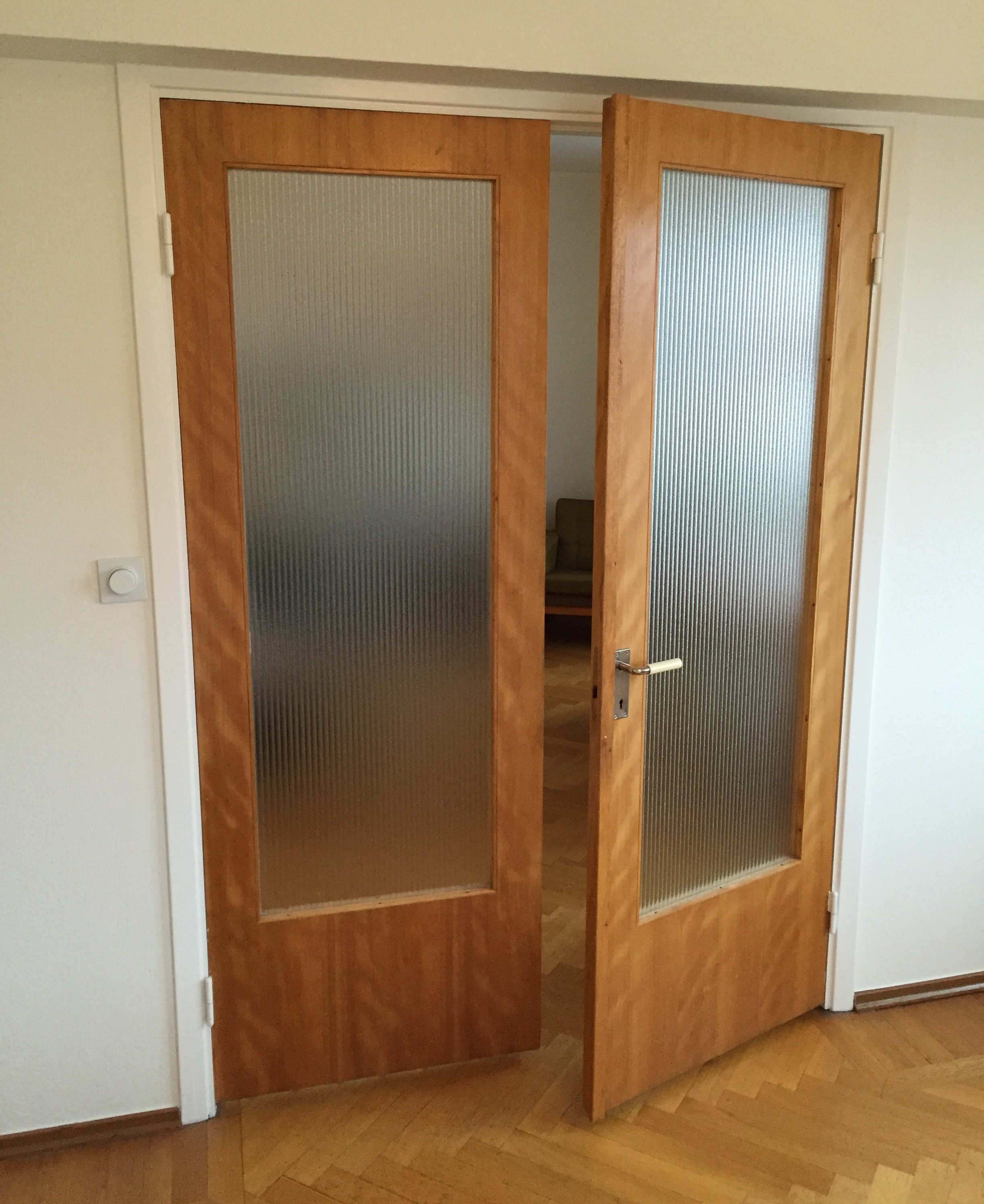
Tröskellös pardörr i Gabonmahogny med vågformade glasfronter från 1958. Fallås med handtag i vit bakelit.

Rätt underhållen kan en sådan dörr klara sig även efter lång tids användning. Regelbunden inoljning av träet med teakolja eller liknande och smörjning av låset är lätta åtgärder som även lekmannen kan utföra. Dock är faneret ganska tunt och är det i behov av omslipning skall det helst utföras av en fackman.
Werno-dörren har fått sitt namn efter familjen Werneskog som skapade företaget.